# Книга откровений (фильм)
«Книга откровений» (англ. The Book of Revelation) — фильм режиссёра Аны Коккинос, снятый в 2006 году. Экранизация книги Руперта Томсона.

## Сюжет
Дэниэл — молодой и подающий большие надежды танцор. Но однажды его похищают прямо во время репетиции. Когда через несколько дней он возвращается домой, это совершенно другой человек. Выясняется, что похищение было организовано тремя женщинами, которые подвергли юношу изощрённому сексуальному насилию. Так как женщины всё время были в масках, юноша запоминает лишь татуировки, родимые пятна, цвет прядей выбившихся волос.
После возвращения на свободу он пытается обратиться в полицию, но не встречает там понимания. Тогда он уезжает в другой район города. Его хореограф Изабель, считающая юношу своим лучшим учеником, отправляет на поиски молодого человека своего бывшего мужа Марка Ольсена. Тем временем Дэниэл пытается найти насильниц, для чего вступает в интимную связь с различными женщинами, у которых пытается отыскать особые приметы, замеченные им у насильниц. Этот порочный круг разрывается после его знакомства с Джули — нескладной девушкой со шрамом на руке.
Однако прошлое продолжает преследовать юношу — увидев в баре рыжеволосую женщину, Дэниэл пытается отыскать у неё другие приметы, что в свою очередь расценивается окружающими как попытка к насилию. В тюрьме Дэниэл наконец-то открывается Ольсену…

## В ролях
- Том Лонг — Дэниэл
- Грета Скакки — Исабель
- Колин Фрилз — Марк Олсен
- Дебора Мэйлман — Джули
- Анна Торв — Бриджит
- Зои Койл — Рената
- Надин Гарнер — Марго
- Оливия Пиго — Бернадетта
- Ана Мария Бело — Салли
- Белинда МакКлори —  Джаннетта
- Сибилла Бадд — Дебора

## Награды
- 2006 — номинации на премию Австралийского института кинематографии (AFI) в категориях
  - лучший дизайн костюмов
  - лучшее музыкальное сопровождение
  - лучшая сценарная адаптация книги
- 2006 — премия круга кинокритиков Австралии (FCCA)
  - премия за лучшую музыку
  - номинация в категории «лучший актёр второго плана»
  - номинация в категории «лучшая операторская работа»
  - номинация в категории «лучшая редакция»[уточнить]
  - номинация в категории «лучшая сценарная адаптация книги»